# Принцип унивариантности
Принцип унивариантности гласит, что одна и та же зрительная рецепторная клетка может быть возбуждена различными комбинациями длины волны и интенсивности, так что мозг не может узнать цвет определённой точки изображения сетчатки. Исходя из принципа унивариантности один тип фоторецепторов не может определить длину волны и интенсивность пришедшего сигнала. Таким образом информация о длине волны может быть получена только сравнением среди фоторецепторов разных типов. Принцип унивариантности впервые был описан В. А. Раштоном.
Монохроматы независимо от того связан их монохроматизм с колбочками или палочками испытывают проблемы связанные с принципом унивариантности. К примеру клетка фоторецептора может одинаково реагировать на приглушенный красный цвет и на яркий жёлтый. Для избегания этой ситуации ответы сразу многих клеток фоторецепторов сравниваются.